# Graham Whitehead
Graham Whitehead (n. 15 aprilie 1922 - d. 15 ianuarie 1981) a fost un pilot englez de Formula 1 care a evoluat în Campionatul Mondial în sezonul 1952.